# Économie du Japon
 (mars 2010).
Si vous disposez d'ouvrages ou d'articles de référence ou si vous connaissez des sites web de qualité traitant du thème abordé ici, merci de compléter l'article en donnant les références utiles à sa vérifiabilité et en les liant à la section « Notes et références ».
L’économie du Japon traite de la situation économique conjoncturelle et structurelle du Japon.
En 2023, le Japon est la 4e puissance économique mondiale, avec un produit intérieur brut (PIB) de 4 230 milliards, derrière les États-Unis, la Chine et l'Allemagne. En 2017, la valeur de son PIB est de 5 405 milliards de dollars, ce qui classe le Japon en 4e ou en 5e position si l'Union européenne est prise en compte. Toujours en 2017, son PIB en parité de pouvoir d'achat (PPA) par habitant est de 42 700 dollars, soit le 41e plus élevé au monde, à relativiser avec le fait que le Japon soit un pays de près de 126 millions d'habitants[pas clair] .
L'économie japonaise est principalement une économie de services avec toutefois une industrie toujours bien présente : le secteur tertiaire occupe plus des deux tiers (70,9 %) de la population active et assure environ les trois quarts (69,3 %) de son PIB, tandis que le secteur primaire (agriculture, pêche) ne représente plus que 2,9 % des actifs pour 1 % de la production de richesse nationale ; quant au secteur secondaire (essentiellement l’industrie) il représente 26,2 % des emplois occupés pour presque un tiers des richesses produites par le pays (29,7 %) (estimations de 2017.
Le Japon fait état d'une importante dette publique, ainsi cette dernière s’élève en 2017 a 223 % du PIB, soit la plus haute du monde, cependant la situation est bien différente des pays fortement endettés comme la Grèce. En 2016, le Japon est 4e pour le montant de ses exportations (après la Chine, l'Allemagne et les États-Unis) et le 5e pour ses importations (derrière les États-Unis, la Chine, l'Allemagne et le Royaume-Uni). Le taux de chômage est le plus bas du G20 et même l'un des plus bas au monde, ainsi il s’établissait en 2017 a 2,9 % soit proche du plein emploi. Le taux d'emploi (75,3 % en 2017), est l'un des plus forts de l'OCDE (le 6e). Il est toutefois fortement déséquilibré entre les hommes (83 % en 2017) et les femmes (67,5 %), bien que pour celles-ci, le taux d'emploi augmente ces dernières années.

## Histoire

### Préhistoire et Antiquité

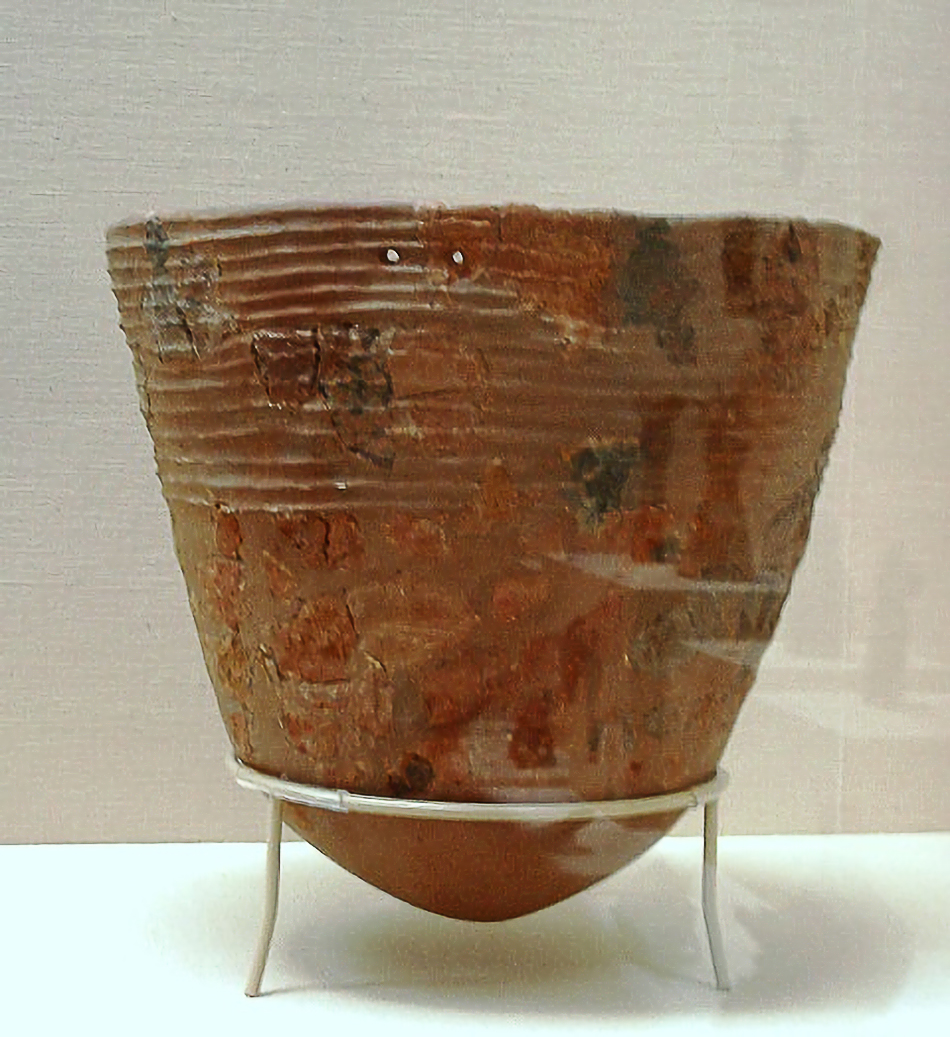
Poterie de la période Jōmon, entre -10 000 et -8 000.

La fabrication de poteries apparaît durant la période Jōmon (Xe millénaire av. J.-C.-IIIe siècle av. J.-C.). Cela implique que les populations jōmon furent sédentaires. Ces productions fragiles ne s'accommodent pas, en effet, de la vie essentiellement mobile de chasseurs-cueilleurs, toujours en mouvement. Cependant, ils ne connaissent pas l'agriculture, chassent avec des armes rudimentaires, leurs objets sont en os et ils sont vêtus de pièces de fourrure animale avec un trou pour la tête. On peut considérer que l'abondance des ressources est telle que l'agriculture n'a pas besoin d'être développée, les jōmon disposent sur ces îles d'une grande diversité de ressources naturelles dans tous les biotopes de leur archipel : au printemps et au début de l'été, les espèces de poissons de haute mer (thons et bonites) et les mammifères marins sont pêchés, alors qu'ils s'approchent des côtes pour se reproduire. En automne, les fruits et les graines sont prêts à être cueillis, et la récolte de châtaignes, noix, noisettes et glands est stockée dans de nombreux silos souterrains. À la fin de l'automne et pendant tout l'hiver, les daims et les sangliers sont chassés, mais aussi l'ours, le cerf et le lièvre. Cependant, des lieux servaient pour cultiver le riz bien avant l'arrivée de nouveaux colons vers 2000 av. J.-C.
Leur outillage lithique (de pierre) comprenait des haches, des doloires bifaces, des meules et des broyeurs dans les zones à l'intérieur des terres. Dans les forêts des côtes occidentales, ils chassaient avec un arc et des chiens. Dans les zones côtières et fluviales, l'outillage comprenait des harpons, des hameçons, des pointes de flèches et des plombs pour les filets. Ils connaissaient aussi la technique du vernissage des objets avec la résine d’un arbre. Les différences marquées entre les cultures néolithiques de chaque région de l'archipel au cours des temps sont dues non seulement aux spécialisations locales, mais aussi aux vagues successives de migrations, s'étendant sur de nombreux millénaires, apportant des traditions culturelles différentes.
Des découvertes récentes ont démontré qu'il existait déjà à cette époque des traces de techniques liées à la riziculture vers -1000, cependant ces pratiques étaient minoritaires et limitées à certaines régions. L'agriculture ne commença à devenir dominante qu'au cours du dernier millénaire avant l'ère chrétienne, avec la culture des plantes et notamment celle du riz qui était devenu la principale ressource dans tout l'Extrême-Orient et l'Asie du Sud-Est.

#### Un modèle rizicole ancien

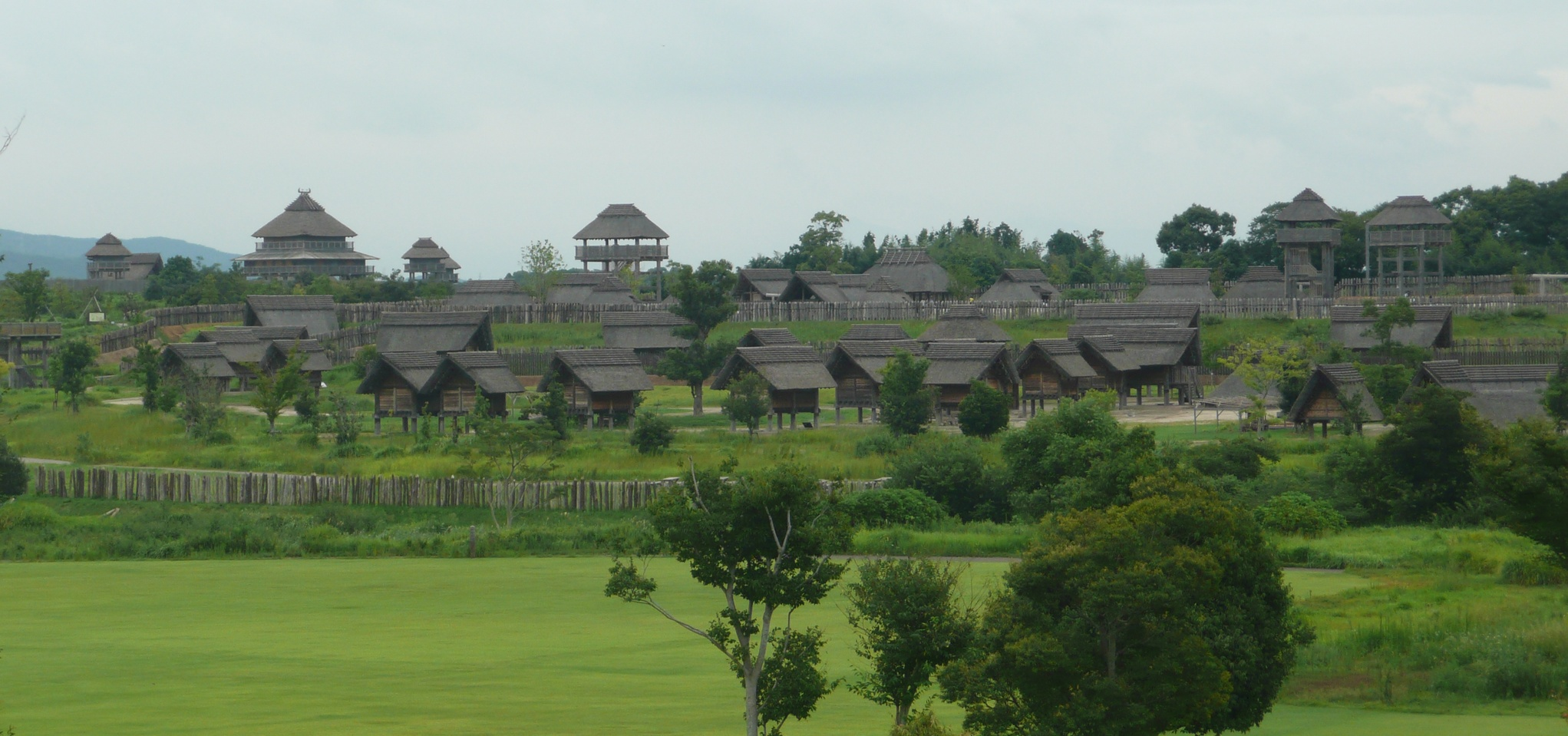
Reconstitution du village Yayoi sur le site de Yoshinogari, Saga, Kyūshū.

C'est en effet avec l'arrivée de nouveaux migrants et l'entrée dans la période Yayoi (300 av. J.-C.-250 ap. J.-C.) que la révolution néolithique a réellement lieu dans l'archipel. La population augmente et la société devient plus complexe. Les Japonais tissent des draps, vivent dans des villages de fermiers, construisent des habitations en bois et en pierre, accumulent des richesses en devenant propriétaires de leurs terres et en stockant leurs grains. Ayant apporté avec eux des techniques de fabrication plus complexes, notamment en métal, ils vont se doter d'objets cérémoniels parmi lesquels, des magatama et autres pendentifs rituels en jade, des kagami ou miroirs-boucliers de bronze tel celui de Yata conservé au sanctuaire Ise-jingū, des épées longues et droites à double tranchants, telles l'épée Kusanagi (faucheuse d'herbe) du trésor impérial sont fabriqués, indiquant la filiation avec celles de l'armée de Qin Shi Huangdi.
Au Ier siècle apr. J.-C., le fer se généralise pour les outils destinés à l'agriculture et pour les armes. Ils développent aussi différentes classes sociales. Ils irriguent leurs champs. Leurs cultures de riz sont alors similaires à celles du centre et du sud de la Chine, ce qui demande beaucoup de main d'œuvre. Ceci conduit au développement et à une éventuelle croissance d'une société agraire sédentarisée. À la différence de la Chine, qui a eu besoin d'énormément de main-d'œuvre pour réaliser ses grands projets d'irrigation et de contrôle de l'eau, le Japon possède d'abondantes ressources en eau. Outre la riziculture, les Japonais cultivaient aussi le blé, l'orge, le millet, le sarrasin et le soja.

### Moyen Âge
Les japonais importent de nombreuses nouveautés venues de Chine, dont le coton, introduit à la fin du VIIIe siècle, puis le thé vers 815, l'une des nombreuses importations chinoises (avec le système d'écriture et le bouddhisme) de l'époque de Heian (794-1185). L'agriculture reste le fondement de la production économique jusqu'au XIXe siècle. La production est avant tout vivrière, marquée par plusieurs crises de subsistance et les catastrophes liées (surtout la famine de 733 suivie de près par l'épidémie de variole de 737), à quoi s'ajoute l'instabilité politique chronique qui favorise guerres (donc destructions et pillages) et banditisme.

#### L'échec de l'époque de Heian
L'époque de Heian elle-même, bien qu'indubitablement une période de paix et de relative stabilité inhabituellement longue, n'est pas pour autant une ère de prospérité économique, bien au contraire. Les aristocrates bénéficiant de la culture Heian (les Yokibito, ce qui signifie le « Bon Peuple »), ne représentent qu'environ 5 000 personnes sur cinq millions d'habitants soit 0,1 % de la population.
L'une des raisons qui permet aux samouraïs de prendre le pouvoir est que la noblesse dirigeante prouve son incompétence dans la gestion du Japon et de ses provinces. Aux alentours de l'an mil, le gouvernement se trouve incapable de produire de l'argent et la monnaie (apparue au début du VIIIe siècle avec des pièces en cuivre) disparaît peu à peu. L'absence d'une monnaie d'échange solide est implicitement illustrée dans les romans de l'époque, montrant par exemple des messagers récompensés par des objets utiles tels qu'un kimono de soie, plutôt que de percevoir un salaire. Les dirigeants Fujiwara s'avèrent également incapables de maintenir des forces de police efficaces, ce qui laisse les voleurs libres de fondre sur les voyageurs. Ceci est à nouveau sous-entendu dans les romans au travers de la frayeur que le voyage de nuit inspire aux personnages principaux.
À la fin de l'époque de Heian, les marges de l'empire sont laissés au contrôle total de certains clans. C'est notamment le cas du nord de l'île de Honshu (l'actuelle région du Tōhoku) aux XIe et XIIe siècles, qui est sous la domination du clan des Ōshū Fujiwara. Leur capitale, Hiraizumi dans l'actuelle préfecture d'Iwate, à l'origine simple fortin, devient au XIIe siècle une cité florissante après avoir fait venir de nombreux artisans de Kyoto, avec qui elle rivalisait en splendeur et sophistication. Ils dirigeaient un royaume quasi indépendant qui tirait sa richesse du minage de l'or, du commerce de chevaux et de leur situation d'intermédiaires dans le commerce de produits de luxe importés d'Asie continentale et des états des natifs Emishi-Aïnous. Ils sont néanmoins vaincus et la région conquise en 1189 par le shogun Minamoto no Yoritomo, fondateur du premier bakufu (ou gouvernement militaire des shoguns), le « Shogunat de Kamakura », faisant entrer le Japon dans son « ère féodale ».

#### Du pouvoir féodal aux communautés villageoises et à l'émergence des villes
Le gouvernement militaire des shoguns de Kamakura (1185-1333) assure une stabilité par un pouvoir fort et des lois féodales codifiées, s'appuyant sur les samouraï qui acquièrent statut et prestige. À l’origine, ce sont des serviteurs armés attachés à la personne d’un aristocrate de la cour. Lorsque les princes partent s’installer en province, ces serviteurs se voient chargés de fonctions multiples, et les plus habiles deviennent progressivement de petits seigneurs locaux (daimyō), disposant de pouvoirs étendus, variant selon les cas du rôle de mercenaire à celui de gouverneur d’un domaine voire d’une province entière. La riziculture s’étend grâce à la paix relative et le commerce intérieur peut se développer. La chute du bakufu en 1333 aboutit à une période de conflits quasi permanents entre ces seigneurs territoriaux et militaires durant l'époque de Muromachi (1336-1573). Cette partition et ces luttes culminent à l'époque Sengoku (1477-1573). C'est le Gekokujō (下克上, « le monde à l’envers »).
C'est une période de chaos, dans un climat de guerre permanent, émaillée de trahisons, de rivalités entre frères, de retournements d'alliances. Les clans eux-mêmes se scindent et s'affrontent pour le pouvoir local. Les vassaux renversent leurs daimyo. L'institution impériale, privée de revenu, connait une période difficile : un empereur aurait été réduit à vendre ses calligraphies pour vivre. La cour est redevable des dons des daimyos, leur attribuant des titres honorifiques. Les membres de l'ancienne noblesse, qui ont perdu leurs domaines, survivent grâce à leurs talents artistiques et littéraires. Le shogun lui aussi a perdu ses pouvoirs, manipulé par les gouverneurs militaires des provinces (shugo), qui s'arrogent les domaines publics comme ceux de l'aristocratie ou des institutions religieuses (shōen). Ils se font seconder par des guerriers locaux, les kokujin (gens du pays), et se considèrent comme des seigneurs (shugo daimyō). Quelques familles de kanrei, comme les Hosokawa, qui détiennent la charge entre 1500 et 1530, les Hatakeyama, les Shiba cumulent les fonctions de shugo, contrôlant jusqu'à dix provinces. Mais ces shugo daimyô ne sont pas assurés de la fidélité de leurs vassaux et de nombreux intendants (shugodai) trahissent leurs maîtres absents pour prendre leurs places. D'autre part, les successions se règlent dans l'affrontement armé, les fils se disputant l'héritage.
Les kokujin, guerriers résidant des provinces, s'émancipent à leur tour et se considèrent bientôt comme les maîtres des domaines qu'ils protègent, se lient avec les paysans aisés. Avec la disparition du pouvoir shogunal, les communautés urbaines, commerçantes et villageoises s'organisent en ligues (揆, ikki), soutenues par les kokujin, pour faire valoir leurs droits auprès du shogun, des daimyos ou des institutions religieuses. Dans les environs de la capitale Kyoto, elles prennent au début de la période le nom de Tokusei ikki (soulèvement pour réclamer un gouvernement vertueux). Les villages se regroupent en miyaza autour du sanctuaire (Ujigami) qui s'administrent et se défendent elles-mêmes sur des principes égalitaires basés sur le serment. Si la représentation et le culte sont confiés aux familles les plus anciennes, les décisions se prennent en commun.
Parmi ces ligues, les Ikkō-ikki (一向一揆, ligue des ceux qui sont tournés dans une seule direction) se développent autour de la personnalité de Rennyo (蓮如, 1415-1499), huitième supérieur du l’École véritable de la Terre pure (浄土真宗, Jōdoshin-shū). En 1465, son monastère principal, le Hongan-ji est détruit par les Sōhei, moines-soldats tendai du Mont Hiei. Rennyo voyage dans les provinces, publiant des lettres pastorales (Ofumi) qui encouragent la résistance aux autorités, et créant un réseau de villes-temples fortifiées (寺内町, jinaichō), avant de fonder un nouveau Hongan-ji en 1483 à Yamashina près de Kyoto puis de se retirer au château d'Osaka. Les Ikkō-ikki essaiment dans les régions du Hokuriku, du Tōkai et de Kinki, qui sont en pleine expansion économique. Là, les confréries religieuses (kō) se superposent aux communautés villageoises (惣, sō), leur donnant une caution morale face aux shugo daimyō qui leur réclament le paiement de l'impôt. En 1488, les habitants de la province de Kaga, soutenus par les guerriers locaux, se soulèvent et chassent le gouverneur militaire en se réclamant de l'Ikkō-shū (一向宗, un autre nom de la secte). Le mouvement embrase les provinces voisines à partir de Kanazawa. La région est gouvernée pendant 70 ans par la secte.
Parallèlement à la fondation des Ligues, se multiplient les principautés indépendantes rivales, de plus en plus hiérarchisées, créés par des seigneurs de la guerre (戦国大名, sengoku-daimyō) qui les administrent de manière énergique. De taille modeste mais bien organisées, elles se situent principalement aux alentours de la capitale. Le seigneur regroupe dans sa forteresse des guerriers qui ne sont plus attachés à la terre mais à sa personne. Il prend en charge la justice et l'économie, créant des marchés libres (rakuichi) pour favoriser le commerce, met en valeur les mines, encourage les guildes d'artisans et de commerçants (za). Au pied des châteaux seigneuriaux se constituent des villes-châteaux (城下町, jōkamachi), comme Odawara, Sunpu, Yamaguchi, Kanazawa, etc.
Il faut également noter le développement de villes marchandes, qui profitent de circonstances économiques favorables au commerce international, comme Hakata à Kyūshū, Hyōgo et Sakai, dans la banlieue d'Osaka. Cette dernière échappe à la tutelle des daimyos et est administrée par un conseil de marchands de trente-six membres (Egōshū). Elle est un riche port commercial, assurant le commerce officiel avec la Chine entre 1469 et 1520, mais aussi le commerce dans la mer intérieure. Elle est aussi un centre important de production d'armes et un centre culturel. Le grand maître de thé Sen no Rikyū est un riche marchand de Sakai.

### Temps Modernes

#### Premiers contacts avec les populations occidentales

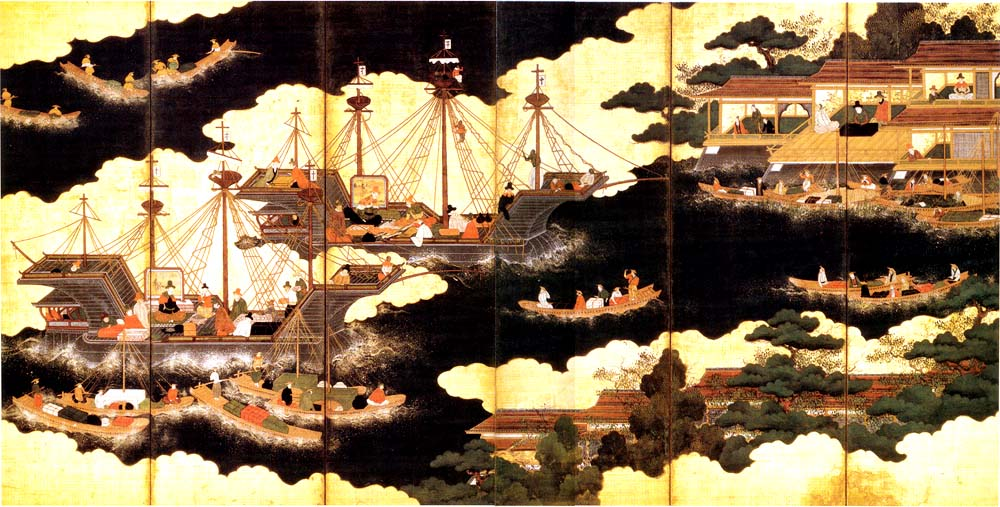
Des navires Nanban arrivant pour commercer au Japon. Peinture du XVI.

C'est à cette époque de profonds bouleversements sociaux, politiques et économiques qu'a lieu le premier contact avec des Européens au Japon en 1543 s'ouvre une première phase d'environ un siècle d'intenses échanges tant culturels, technologiques et économiques : c'est l'époque du commerce Nanban (littéralement « Barbare du Sud »).

##### Commerce portugais
Peu après ces premiers contacts, les navires portugais commencent à arriver au Japon. À cette époque, il existe déjà depuis environ 1515 des échanges commerciaux entre le Portugal et Goa, consistant en 3 ou 4 caraques quittant Lisbonne avec de l'argent pour acheter du coton et des épices en Inde ; l'une d'entre elles se rendant jusqu'en Chine pour acheter de la soie, là encore en échange d'argent portugais.
Par conséquent, la cargaison des premiers navires portugais (habituellement 4 petits navires par an) arrivant au Japon consiste presque entièrement en soie et en porcelaine chinoises, marchandises qui intéressent beaucoup les Japonais, d'autant plus que l'Empereur de Chine leur a interdit tout contact en matière de punition pour les raids des pirates Wakō. Les Portugais trouvent ici une bonne occasion d'agir en tant qu'intermédiaires dans le commerce asiatique.

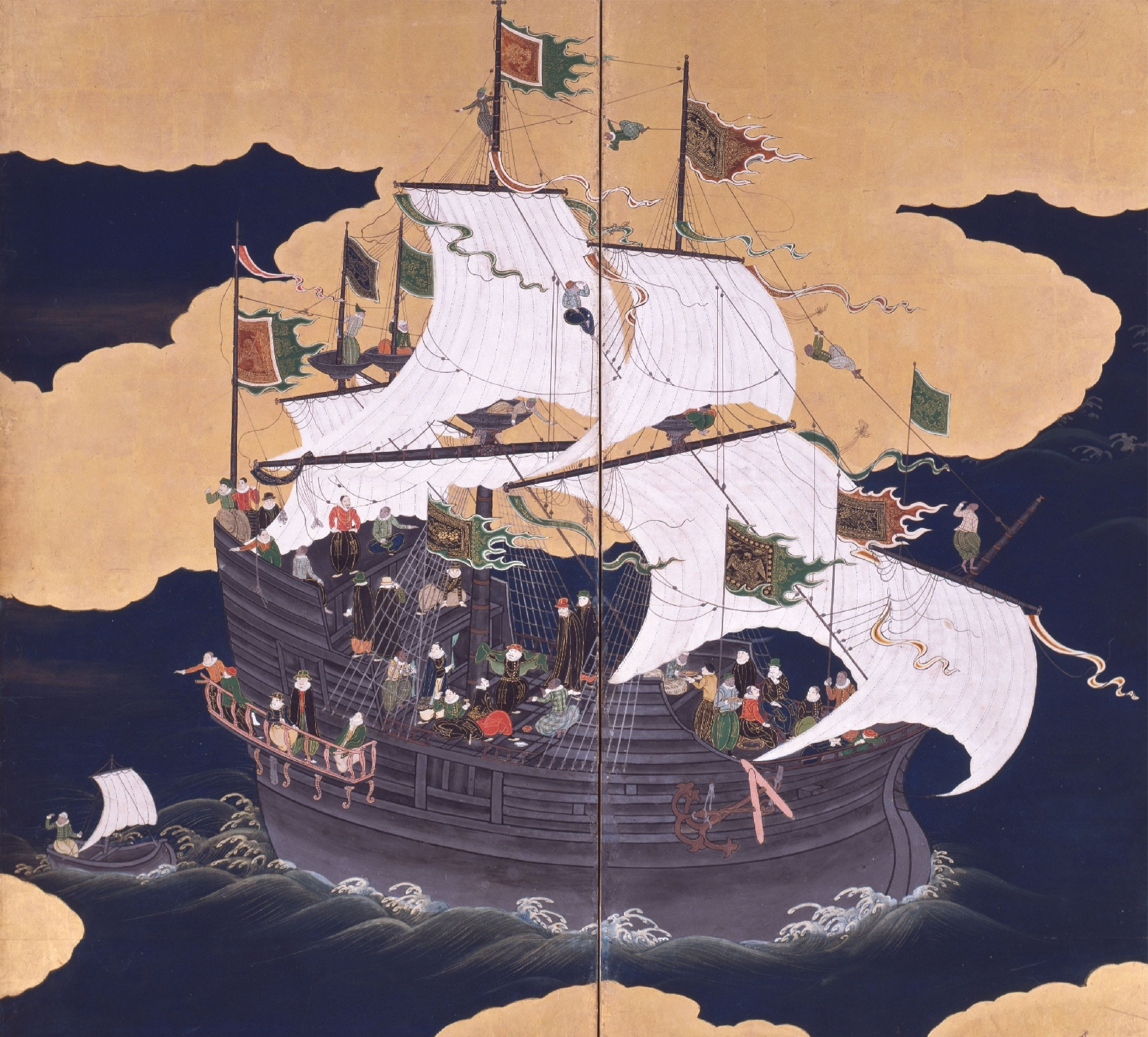
Une caraque portugaise à Nagasaki, XVII.

À partir du moment où ils acquièrent Macao en 1557, et sont formellement reconnus en tant que partenaire commerciaux par les Chinois, la Couronne portugaise commence à réglementer le commerce vers le Japon, en vendant au meilleur enchérisseur la « Capitania » annuelle du Japon, conférant les droits de commerce exclusifs pour une seule caraque en partance pour le Japon chaque année. Les caraques sont de très gros navires, généralement entre 1000 et 1500 tonneaux, soit le double ou le triple d'un galion normal ou d'une grande jonque.
Ce commerce continue avec peu d'interruption jusqu'en 1638, où il est interdit au motif que les navires font pénétrer clandestinement des prêtres au Japon.
Le commerce portugais est au fil du temps de plus en plus concurrencé par les trafiquants chinois sur leurs jonques, les shuinsen japonais à partir d'environ 1592 (environ 10 navires par an), les navires espagnols de Manille à partir d'environ 1600, les Néerlandais à partir de 1609 et les Anglais à partir de 1613 (environ un navire par an, ils abandonnent toute liaison avec l'archipel en 1623).

##### Commerce néerlandais
Les Néerlandais, qui, plutôt que « Nanban » sont appelés « Kōmō » par les Japonais, arrivent au Japon en 1600 à bord du Liefde. Leur pilote est William Adams, le premier Anglais à atteindre le Japon.
En 1605, deux des membres d'équipage du Liefde sont envoyés à Pattani par Ieyasu Tokugawa, pour inviter les Néerlandais à commercer avec le Japon. Le chef du comptoir commercial de Pattani, Victor Sprinckel, refuse au motif qu'il est trop occupé avec l'opposition des Portugais en Asie du Sud-Est. En 1609, cependant, le Néerlandais Jacques Specx arrive avec deux navires à Hirado, et obtient grâce à Adams des privilèges commerciaux d'Ieyasu.
Les Néerlandais s'impliquent également dans la piraterie et le combat naval pour affaiblir la navigation des Portugais et Espagnols dans le Pacifique, et deviennent à la fin les seuls occidentaux à être autorisés à accéder au Japon, dans la petite enclave de Dejima, à partir de 1638 et pour les deux siècles suivants.

##### Début d'un commerce maritime japonais

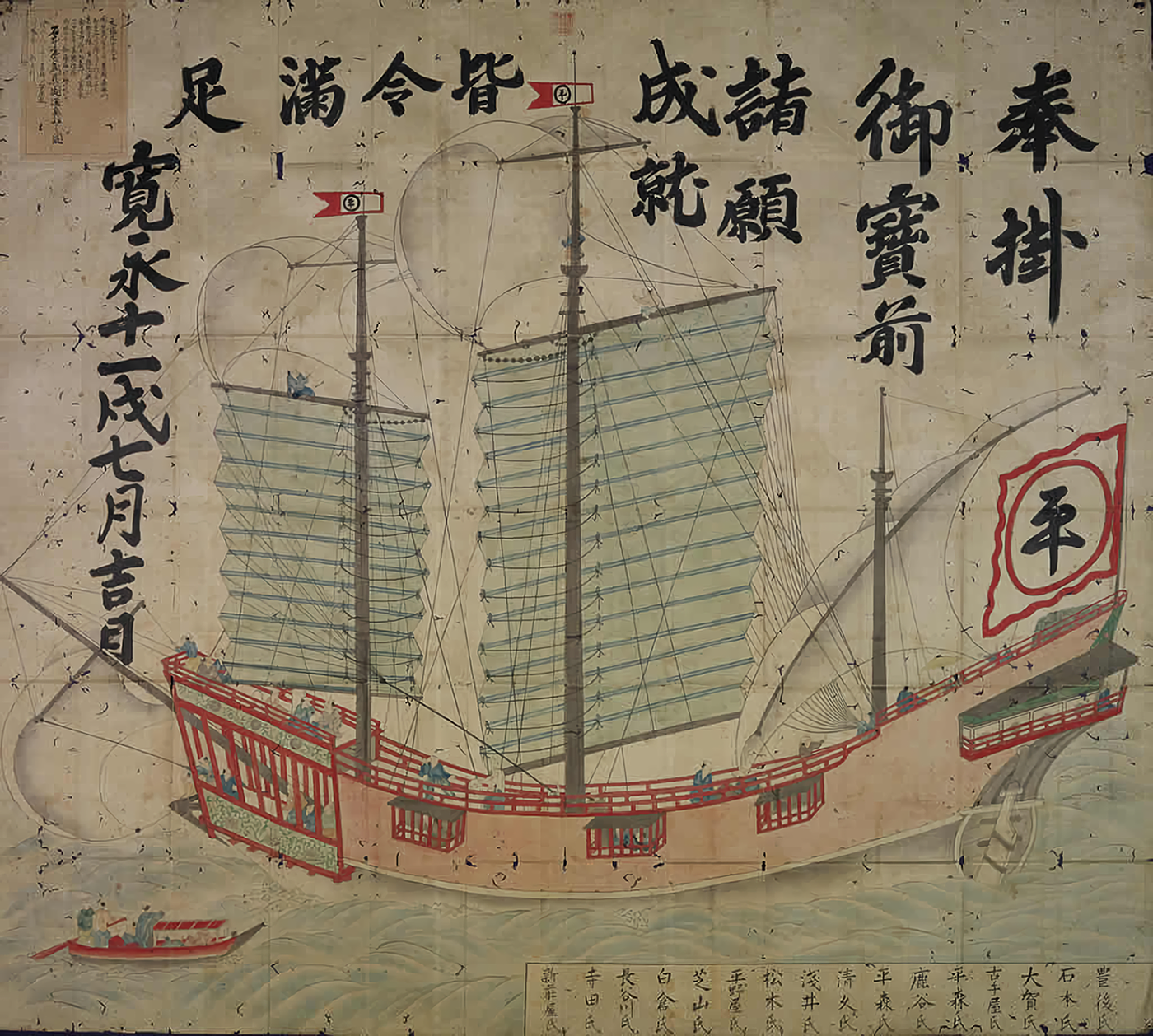
Un navire à sceau vermillon japonais de 1634, avec des voiles latines et carrées, un gouvernail et une poupe de style occidental. Ces navires étaient généralement armés de 6 à 8 canons. Musée des sciences navales de Tokyo.

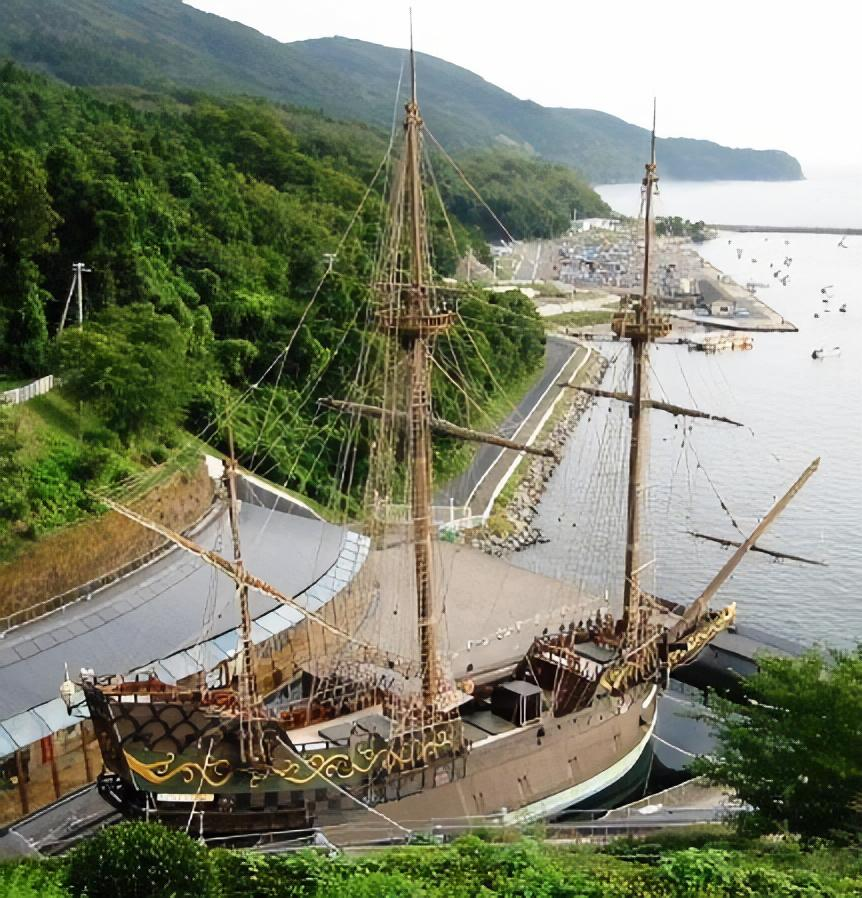
Réplique du galion japonais de 1613 San Juan Bautista, à Ishinomaki, Japon.

Les navires européens (surtout les galions) ont également une certaine influence sur l'industrie navale japonaise, et finissent par stimuler de nombreuses expéditions japonaises à l'étranger.
Le bakufu établit un système d'expéditions commerciales sur des navires à licence nommés shuinsen bōeki (navires à sceau vermillon), qui naviguent pour le commerce à travers l'Extrême-Orient et l'Asie du Sud-Est. Ces navires incorporent de nombreux éléments repris des galions, tels que la voilure, le gouvernail, et la disposition des canons. Ils amènent de nombreux commerçants et aventuriers Japonais dans les ports d'Asie du Sud-Est. Certains deviennent parfois assez importants dans les affaires locales, tel l'aventurier Yamada Nagamasa au Siam, ou deviennent plus tard des personnalités célèbres au Japon, comme Tenjiku Tokubei.
Au début du XVIIe siècle, le bakufu fait construire, avec l'aide d'experts étrangers, plusieurs navires de style purement Nanban, tels la flûte San Buena Ventura, qui, prêté à des naufragés espagnols, traversera le Pacifique jusqu'à Acapulco, ou le galion San Juan Bautista, qui traverse deux fois le Pacifique avec à son bord des ambassades à destination de la Nouvelle-Espagne, comme galion de Manille.

#### Durant lesakoku(1638-1853)

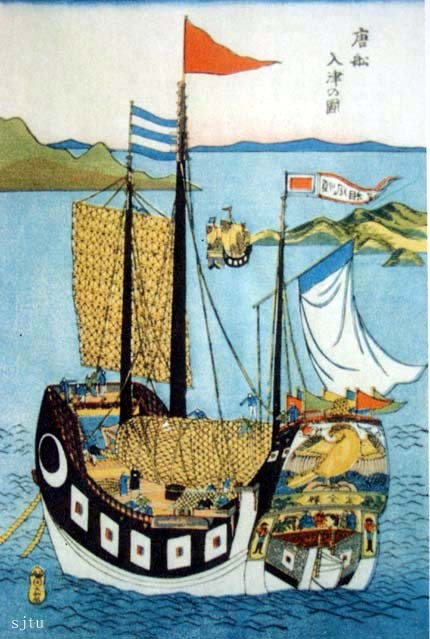
Une jonque chinoise au Japon, au début de la période de sakoku (ukiyo-e 1644-1648).

À partir de 1638, le bakufu des Tokugawa entame une période d'isolationnisme (le sakoku) qui durera pratiquement durant toute l'époque d'Edo.
En théorie, les seules influences étrangères permises étaient celles des Hollandais (par l'intermédiaire de la Compagnie néerlandaise des Indes orientales) sur l'île artificielle de Dejima dans la baie de Nagasaki, mais le commerce avec la Chine était aussi géré à Nagasaki. Des échanges commerciaux avec la Corée avaient lieu via la province de Tsushima (aujourd'hui dans la préfecture de Nagasaki) et avec le Royaume des Îles Ryûkyû via la province de Satsuma (aujourd'hui dans la Préfecture de Kagoshima). Outre ces échanges commerciaux directs dans les provinces périphériques, tous ces pays envoyaient régulièrement des missions diplomatiques au siège du Shogunat à Edo. Ces missions parcourant le pays donnaient l'occasion aux habitants d'apercevoir des bribes de ces cultures étrangères.
Tashiro Kazui a montré que les échanges entre le Japon et ces États étaient classés en deux catégories. Il a classé dans un premier groupe les échanges avec la Chine et les Pays-Bas « dont les relations étaient sous la juridiction directe du bakufu de Nagasaki » et dans un second groupe, le royaume de Corée et le royaume des Îles Ryûkyû « qui commerçaient respectivement avec les provinces de Tsushima (le clan Sō) et Satsuma (le clan Shimazu) ».
Ces deux groupes correspondaient grossièrement à un schéma d'importation pour le premier groupe et d'exportation pour le second. L'exportation nippone vers la Corée et les îles Ryûkyû pouvait être exportés par la suite vers la Chine depuis ces pays.
La période d'Edo n'est donc marquée pas un repli du commerce, bien au contraire puisque celui-ci se développe tant à l'intérieur qu'avec les voisins asiatiques et s'accompagne d'une croissance de l'artisanat et la naissance de banques et compagnies marchandes. Elle correspond ainsi à une période de relative prospérité économique, comme en témoigne l'essor des échanges porté par une hausse de la demande, notamment par la constitution d'une véritable « cour du Shogun » à Edo, mais aussi une certaine urbanisation. Au milieu du XVIIIe siècle, Edo dépasse le million d'habitants tandis que Kyoto et Osaka, devenus des centres pour le commerce et la production manufacturière, ont chacune plus de 400 000 habitants.
Mais l'agriculture et tout particulièrement le riz reste la base de l'économie. Les daimyos collectent d'ailleurs l'essentiel des taxes sur les paysans en riz, et le taux est élevé : environ 40 % de la récolte. Le riz perçu est ensuite vendu à Edo aux maisons spécialisées dans le commerce de cette denrée (les fudasashi). On voit d'ailleurs naître une forme de spéculation, puisque certains daimyos passent des contrats à terme avec les fudasashi concernant la vente de riz qui n'a pas encore été récolté.

### Époque contemporaine
Après deux siècles d'isolationnisme, le Japon doit s'ouvrir plus ou moins de force à l'Occident avec la convention de Kanagawa de 1853 qui accorde l'accès aux Américains de trois ports (Nagasaki, Shimoda et Hakodate), bientôt étendu à d'autres nations étrangères. Cela favorise une mutation économique rapide d'un archipel jusque-là coupé du monde, et remet en question l'autorité du shogunat Tokugawa, ouvrant la voie à partir de 1867 à la « révolution Meiji ».

#### La Révolution Meiji et la première industrialisation (1867-1945)

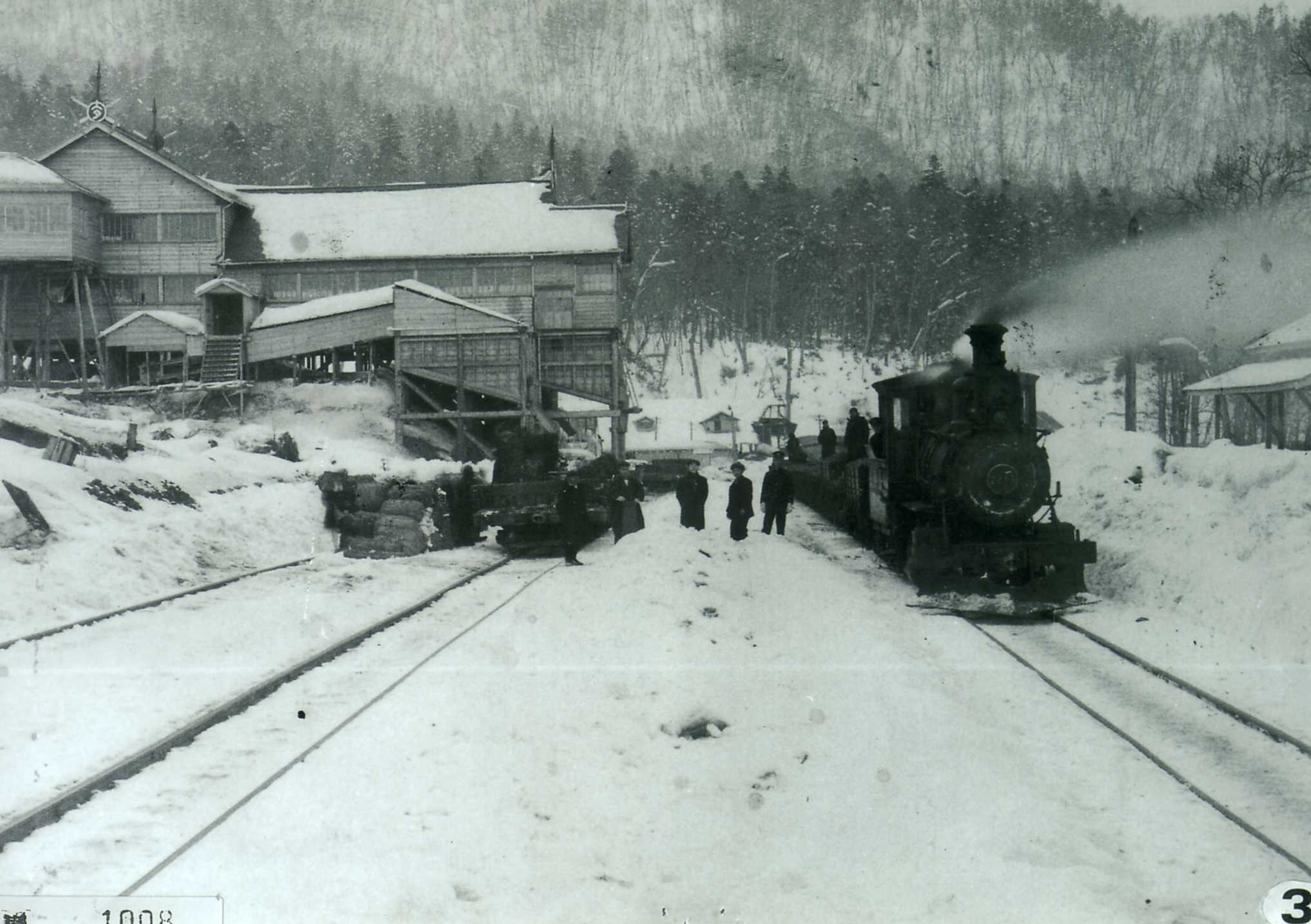
La mine de charbon Mitsubishi d'Ōyūbari et son chemin de fer, à Yūbari sur Hokkaidō en 1912.

Durant l'ère Meiji, la Révolution industrielle est rapide et à marche forcée.
Elle compte sur l'exportation pour rentrer des devises et sur l'expertise occidentaux pour son développement. La soie grège représentait 36 % des exportations entre 1891 et 1895, contre 6 % pour le charbon dont les mines commençaient à être exploitées.
Le Japon se dresse au bout de quelques décennies, avec une croissance supérieure à celle de l'Allemagne, dans le rang des grandes puissances industrielles (encore quasi nulle à la fin du XIXe siècle, la production d'acier passe durant les années 1900 de presque rien à près de 200 milliers de tonnes). Elle s'appuie sur la constitution de zaibatsu, grands cartels entretenant des participations croisées pour contrôler la production de l'amont à l'aval, en cela tout à fait comparables aux Konzern allemands et aux trusts américains, et héritiers tant des quelques compagnies marchandes fondées durant l'époque d'Edo que du système des clans féodaux qui, faute de n'être plus les garants de la gestion politique du territoire cherchent à devenir les maîtres de l'économie. Il s'agit par exemple de Mitsubishi, Mitsui, Sumitomo, Yasuda.

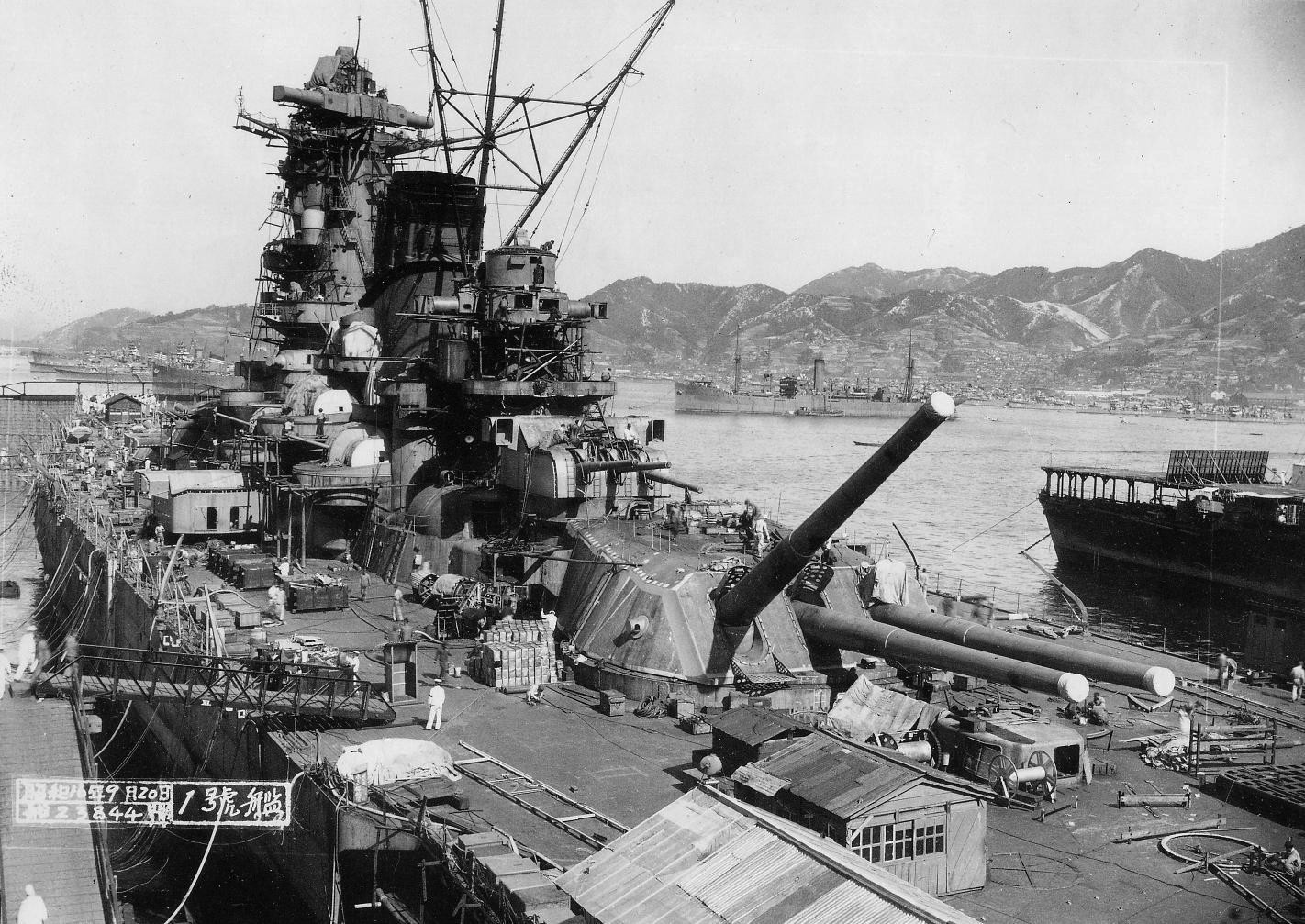
Renforcement de l'armement anti-aérien du Yamato, le plus grand cuirassé de l'histoire, à la base de Kure, le 20 septembre 1941.

Cette industrialisation nécessite la recherche de ressources, d'où tout d'abord la colonisation d'Hokkaidō, jusqu'alors distincte de l'empire japonais sous le nom d'Ezochi, après la répression de la République indépendante d'Ezo en 1869. Puis vient une politique d'expansion (guerre sino-japonaise de 1894 à 1895 qui permet au Japon de récupérer l'île de Formose et la presqu'île du Liaodong, puis la guerre russo-japonaise de 1904 à 1905 qui place la Corée sous seule influence japonaise avant d'être finalement colonisée en 1910), couplé à un fort sentiment nationaliste et à l'édification progressive d'un culte de la personnalité de l'empereur, le tout culminant dans les années 1930 et 1940 avec l'expansionnisme du Japon Shōwa. Cela permet l'édification d'un puissant complexe militaro-industriel, où se retrouvent les zaibatsu. Celles-ci sont alors les seules à être verticalement et horizontalement capables de traiter les commandes de l'État dans la production d'armement.
Les zaibatsu ont donc été considérés comme autant responsables que l'esprit militariste dans les atrocités commises pendant la guerre. De plus, la quasi-totalité du système industriel étant consacré à la production militaire durant la Seconde Guerre mondiale, cela en fait la cible privilégiée des bombardements américains sur le Japon et explique le degré de destruction du tissu économique à la fin du conflit.
Après la défaite en 1945, Douglas Mac Arthur eût la tâche d'identifier et de reconvertir les zaibatsu afin de prévenir toute forme de résurgence dans un Japon démocratique devenu depuis fortement impliqué dans le pacifisme en ce qui concerne le maintien de l'ordre et ses relations internationales. En 1946, le Commandant suprême des forces alliées chargé de l'occupation du Japon désigna les entreprises suivantes : Asano, Furukawa, Nakajima, Nissan, Nomura, et Okura. Matsushita, quoique n'étant pas un conglomérat, fut identifiée puis finalement épargnée par une mobilisation syndicale. Certains conglomérats ont été recomposés dans une économie à but non guerrier : les quatre principaux keiretsu actuels, à savoir Mitsubishi, Sumitomo, Mitsui et Fuyo (en) sont issus des zaibatsu d'avant la Seconde Guerre mondiale.

#### La reconstruction et le miracle économique japonais (1945-1980)

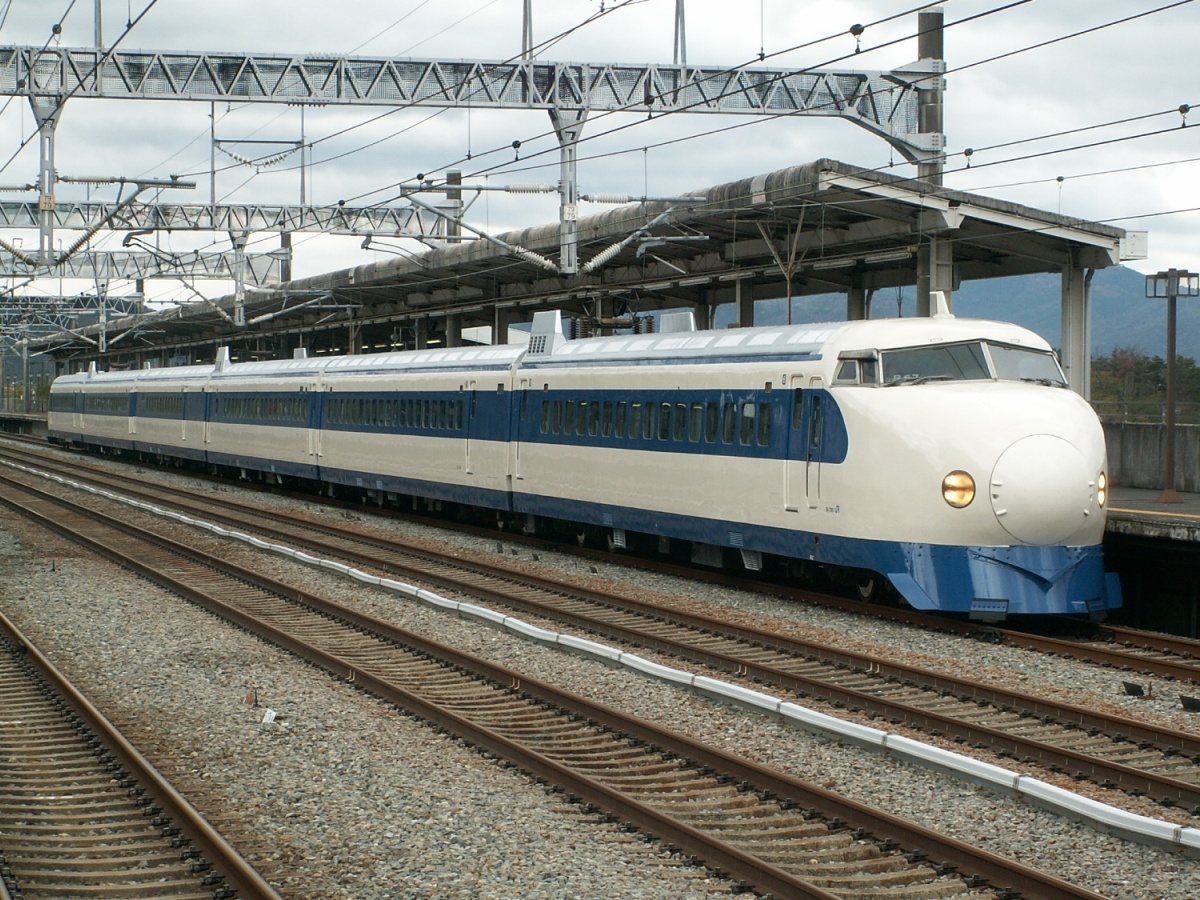
Un des Shinkansen 0, premiers modèles de Shinkansen mis en service.

L'économie au sortir de la guerre était quasiment réduite à néant et l'un des premiers soucis fut d'éviter une famine. En 1945-46, l’administration d'occupation de Mac Arthur fait importer 3,5 millions de tonnes de stocks alimentaires par les États-Unis pour les 74 millions d’habitants de l'archipel du Japon soit 47 kilos par habitant (principalement de la farine, du sucre et du corned-beef). L'administration d'occupation américaine fait venir des experts en économie pour proposer des réformes économiques, qui aboutissent au Plan Dodge, ainsi que des experts en finances publiques et en fiscalité, qui permettent une refonte fiscale du Japon, sous le nom de mission Shoup.
Des années 1950 à la fin des années 1980, le Japon connaît des taux de croissance spectaculaires et une reconstruction industrielle rapide. Ce « miracle économique japonais » culmine entre 1965 et 1970, période dite du « Boom Izanagi », avec une croissance annuelle moyenne du PIB de 11,5 %. Dès 1968, le Japon est la 2e économie mondiale, juste derrière les États-Unis. Cette période est notamment marquée par les Jeux olympiques d'été de 1964 à Tokyo (qui augmentent fortement le BTP avec la construction de grosses installations sportives et de transport), l'explosion urbaine de cette dernière ou la mise en service de la première ligne de train à grande vitesse au monde (le Shinkansen de la Tōkaidō, entre Tokyo et Osaka, en 1964).
Le Japon a fondé sa rapide et spectaculaire remontée économique (le « miracle économique japonais ») des années 1950 et 1960 et sa puissance actuelle sur la théorie du vol d'oies sauvages définie en 1937 par Kaname Akamatsu. Le principe consiste à lancer le processus d'industrialisation sur un produit à faible technicité, il en devient exportateur, puis l'abandonne pour un produit à plus haute valeur ajoutée. Ainsi, on observe trois phases : premièrement, le pays importe le produit, puis il substitue la production nationale aux importations avant de l'exporter. S'y ajoute une relation confucéenne de coévolution d'une parenté symbolique du grand frère au petit frère où le changement de l'un fait la promotion et facilite le changement de l'autre.
Ainsi, l'« abandon » pour passer à un niveau technique supérieur permet à un autre pays d'entamer son propre processus d'industrialisation.
Le développement au Japon dans les années 1970 de l'automobile et du matériel de transport, de la construction navale, de l'électronique et de l'optique permet ensuite des transferts technologiques et industriels vers les NPIA (nouveaux pays industrialisés asiatiques) à partir des années 1980, et ensuite vers l’ASEAN dans les années 1990 et enfin vers la Chine au début du XXIe siècle, s’appuyant ainsi sur une division internationale du travail verticale très hiérarchisée (Le Japon exportait des produits manufacturés à fort contenu technologique, tandis que les autres pays d’Asie se concentraient sur les produits à faible coût de main d’œuvre). Or, la poursuite du processus de développement dans ces pays émergents fait que tous commencent à rattraper le niveau de technicité du Japon, entraînant un changement de modèle économique, dit « des sauts de grenouilles », avec une division internationale du travail plus horizontale et une interdépendance économique accrue entre les pays asiatiques (Japon et NPIA exportant des biens d’équipement et des produits intermédiaires, la Chine et l’ASEAN des produits finis).
D'autre part, le développement économique japonais d'après-guerre s'est appuyé sur la coopération étroite entre deux acteurs principaux. Tout d'abord l'État, dont le budget est le deuxième au monde (les dépenses publiques ont atteint 78 899,2 milliards de yens pour l'année fiscale 2008, soit environ 878 milliards de dollars américains), est ainsi un soutien majeur de l'économie avec une forme de keynésianisme reposant sur l'importance du financement public de grands travaux qui ont remplacé le complexe militaro-industriel d'avant 1945 (ayant renoncé dans sa Constitution à la guerre et à l'entretien de forces armées conventionnelles, les dépenses de défense sont particulièrement faibles aujourd'hui, autour de 1 % du PIB) comme moteur de la production. La Banque du Japon pour sa part a maintenu une politique monétaire inflationniste avec de faibles taux d'intérêt, d'ailleurs maintenus entre 1999 et 2005 à un niveau virtuellement nul (la Zero interest rate policy), cela afin de favoriser les exportations. Ensuite les entreprises, avec un système dualiste : d'un côté les firmes multinationales ou keiretsu comme Toyota par exemple, organisées autour de sociétés de commerce, les sōgō shōsha, chargées de récolter et de repérer les meilleurs marchés ; d'un autre côté, un réseau dense de petites et moyennes entreprises, qui servent de sous-traitants et d'amortisseurs aux premières : en cas de crise, c'est dans ces entreprises que les travailleurs sont majoritairement licenciés. Ces entreprises bénéficient d'une forte éthique du travail, reposant sur la politique de l'emploi à vie avec avancement à l'âge, l'idée d'une « harmonie industrielle », un certain rejet du conflit et un souci perpétuel du consensus. Cela aboutit à un faible nombre de mouvements sociaux (il n'y a presque jamais eu des grèves dans les entreprises et lorsqu'elles eurent lieu, les gens venaient travailler mais avec un brassard pour exprimer leur mécontentement), tandis que de puissants syndicats d'entreprise (dont le principal reste le Rengō) qui négocient avec le patronat lors d'un processus de revendications salariales annuel, le shuntō, au printemps.

#### Depuis les années 1980

Signe de la bulle spéculative japonaise : historique de l'indice des prix du foncier pour les six principales métropoles japonaises comparé à l'indice des prix à la consommation, de 1965 à 2008.

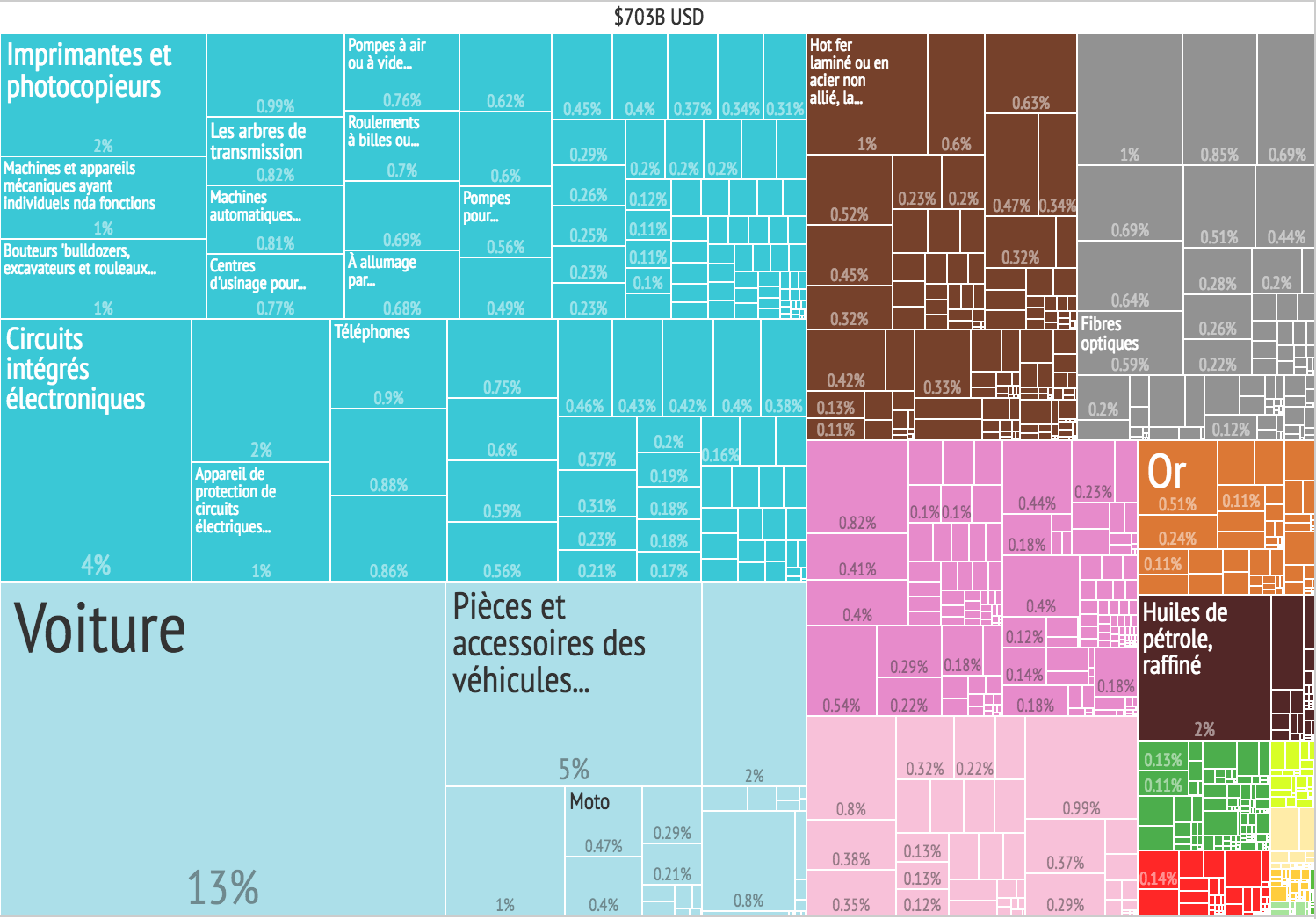
Treemap des Exportations Japonaises par Produit (2014).

Ce modèle a toutefois commencé à montrer ses limites à partir des années 1980, notamment à la suite des accords du Plaza (les membres du G5 se mettent d'accord, entre autres, pour diminuer les excédents commerciaux du Japon, et stopper la croissance inquiétante de ses investissements, en particulier immobiliers, aux États-Unis, en intervenant sur le marché des changes afin de déprécier le cours du dollar américain par rapport à ceux du yen), au cycle d'Uruguay de 1986 à 1994 qui force le Japon à ouvrir son marché et donc exposer son industrie, jusqu'ici largement protégée et subventionnée selon la théorie du vol d'oies sauvages, à l'éclatement de la bulle spéculative japonaise en 1990, à la décennie perdue (période de stagnation, avec de courtes récessions, accompagnée de politiques d'austérité, durant les années 1990 jusqu'au début des années 2000, voire jusqu'à aujourd'hui), à la crise économique asiatique de 1997, au problème des « mauvais prêts » ayant mis en danger le système bancaire entre 1997 et 2003, à la période de déflation connue entre 1999 et 2006, au vieillissement de la population qui appelle à une redéfinition du système de pensions (notamment de l'âge de départ à la retraite ou de son financement) et à l'explosion de la dette publique (la plus forte des pays de l'OCDE, représentant pour 2009 près de 192,1 % du PIB).
En 1994, l'économie japonaise représentait 17,9 % du PIB mondial, en 2020, sa part est de 6 %.
À partir des années 2000 le Japon s'engage dans des mesures dites de restructuration qui ont réduit la progressivité de l’impôt sur le revenu au profit des plus fortunés et, d’autre part, ont accru les cotisations de la sécurité sociale. Par ailleurs, selon les statistiques officielles, la part des hommes occupant un emploi stable a baissé de 10 points entre 1985 et 2007, passant de 92,8 % à 81,7 % ; pour les femmes, cette part est tombée de 68,1 % à 46,5 %.
Le système du « triangle de fer » (l'alliance, voire la collusion, entre classe politique, haute administration d'État et milieux industriels et financiers) est critiqué, du fait notamment des scandales politico-financiers tels que l'affaire Lockheed de 1976 ou celle Recruit-Cosmos de 1989. Une génération d'hommes politiques apparue au début des années 1990 et fortement inspirée des politiques menées par Margaret Thatcher au Royaume-Uni et Ronald Reagan, défend la réduction du poids de la bureaucratie, la baisse du poids budgétaire des grands travaux (facteurs selon eux de corruption et de clientélisme), une forme de déréglementation et de décentralisation ainsi que la mise en place d'une économie moins dépendante des exportations et plus du marché intérieur et donc de la consommation des ménages. C'est le fond de la politique menée de 2001 à 2006 par Jun'ichirō Koizumi, dont les réformes phares restent la réforme des retraites de 2004 et les privatisations en 2005 de deux piliers de la puissance de l'administration et du financement des travaux publics, la poste japonaise et les sociétés d'autoroute.
Ceci aboutit dans le même temps à une remise en question du « modèle social » japonais reposant sur l'harmonie industrielle et la politique d'emploi à vie avec avancement à l'âge. Les adversaires de Koizumi (notamment Gavan McCormack qui parle du « Royaume de l'illusion de Koizumi ») accusent ses réformes d'avoir creusé le fossé social, favorisé les personnes les plus fortunées (taux d'imposition sur le revenu de la tranche supérieure a notamment été ramené, entre 2001 et 2006, de 70 à 37 %) et inégalement réparti les fruits du retour à la croissance à partir de 2003, mais le processus est plus ancien. En effet, le coefficient de Gini passe de 0,297 en 1992 à 0,4983 en 2002 (correspondant alors plus ou moins au niveau de Madagascar) et l'emploi à temps plein s'est rétracté (de quatre millions en dix ans) au profit du temps partiel et des freeters (qui ont augmenté sur dix ans également de 6,5 millions, il est à noter toutefois que la croissance de ces derniers est nettement moins forte à partir de juillet 2004, tandis que le temps plein recommence à croître à partir de janvier 2005 et augmente en août 2006 de 1,5 % par rapport au même mois de l'année précédente contre 0,5 % pour les temps partiels à la même époque).
La monnaie japonaise n'échappe pas à des spéculations importantes. Durant les années 2005 - 2007, les spéculateurs internationaux s'endettent en yens puis les échangent contre des dollars pour les placer aux États-Unis afin de profiter de l'écart entre les taux d'intérêt japonais proches de zéro et les taux américains proches de 5 %. Cette manœuvre a pour conséquence une baisse importante du yen par rapport au dollar sous l'effet de la demande grandissante sur le dollar. Les premiers spéculateurs, qui ont procédé au remboursement des prêts qu'ils avaient contractés, ont échangé leurs dollars contre les yens moyennant des taux de change plus faibles par rapport aux taux auxquels ils avaient acheté les dollars. Ces opérations entraînent une dépréciation du yen, au moment même où la monnaie japonaise était censée être forte au regard des fondamentaux économiques du pays. Le solde courant du Japon était fortement excédentaire alors que celui des États-Unis était largement déficitaire. Ce mouvement se retourne brutalement début 2009 : le yen remonte ; un dollar ne valant plus que 93 yens. Le Japon est confronté à une forte perte de compétitivité.
Le Parti démocrate du Japon, au pouvoir depuis 2009, partage l'opposition à la bureaucratie et défend pratiquement les mêmes positions économiques et budgétaires (dans le premier budget qu'il présente, pour l'année fiscale 2010, les sommes prévues pour les travaux publics baissent de 18,3 %) tout en défendant une hausse des prestations sociales afin d'augmenter le pouvoir d'achat et donc la consommation (dans le même budget, le total des aides augmentent de 10 %, avec surtout la mise en place d'une allocation versée aux familles de 13 000 yens par mois et par enfant jusqu'à la fin du collège et l'objectif de doubler ce montant dès 2011, ou encore la gratuité des inscriptions au lycée, tandis que son programme électoral prévoyait également de rendre les autoroutes gratuites en zone urbaine),.
En septembre 2012, la balance commerciale japonaise subit un déficit record de 559 milliards de yens (5,5 milliards d'euros), du jamais vu depuis septembre 1979, dans un climat de crise financière mondiale depuis 2007, avec des exportations vers la Chine en forte baisse à la suite de la reprise du conflit territorial des îles Senkaku à l'été 2012, et des importations énergétiques dopées depuis l'accident nucléaire de Fukushima en 2011.

## De nos jours
Comme le nombre de cas de Covid-19 a diminué et que les restrictions pandémiques étaient assouplies, le gouvernement japonais a augmenté son évaluation économique mensuelle en avril 2022, premier gain de quatre mois.

### Quelques chiffres
- Population totale (juillet 2017) : 126 451 398
- Age médian : 47,3 ans
- PIB (2017) :  4 884 milliards de US$ (3e mondial)
- Taux de chômage (2017) : 2,9 %
- Population sous le seuil de pauvreté - 50 % du revenu médian (2013) : 16,1 %
- Inflation - Prix a la consommation (2017) : 0,4 %
- Dette publique (2017) : 223,8 % du PIB
- Dette externe (2017) : 3 240 milliards de US$
- IDH (2015) : 0,903
- Utilisateurs d'internet (juillet 2016) : 116 565 962
- Empreinte carbone par habitant (2014) : 9,539[24]
- Indice de Gini :

### Les atouts de l’économie japonaise

#### Un quasi plein-emploi
De 1968 à 2010, le Japon a été la deuxième économie mondiale derrière celle des États-Unis, avant de se faire dépasser par la Chine. Le pays a connu deux récessions au début du XXIe siècle : l'une en 2001, qui était liée à l'éclatement de la bulle internet, l'autre en 2008 dans le contexte de la crise économique mondiale.
En 2012, le PIB japonais s'élève à 5 959,72 milliards de dollars. La croissance annuelle du PIB était alors de 1,95 %. Pour l'ensemble de la période 1961-2012, on enregistre une moyenne annuelle de 3,9 %. C'est en 1968 qu'on enregistre le plus haut niveau, soit 12,9 %, et c'est en 2009 qu'on enregistre le plus bas niveau avec un recul de 5,5 %.

### Égalité des sexes
Les inégalités au travail sont importantes, la culture d'entreprise restant particulièrement sexiste au Japon. Le pays se situe, en 2016, à la 104e place sur 149 dans le rapport du Forum économique mondial sur les inégalités entre les sexes. L'adoption en 1987 d'une loi sur l’égalité des sexes a permis de faire passer la proportion de femmes exerçant une activité professionnelle de 53% en 1985 à 64% en 2016 ; toutefois, seules 44% d'entre elles ont un emploi stable et à temps plein, la proportion d’emplois précaires ayant tendance à augmenter chaque année. Beaucoup sont confrontées à des discriminations, les dirigeants d'entreprise étant peu enclins à leur confier des responsabilités. La maternité constitue également un frein majeur aux perspectives professionnelles des femmes. Si le congé maternité existe, dans les faits, peu en font usage (17 %), car elles subissent des pressions de leur hiérarchie. Cette situation, combinée au manque de places en crèche, conduit 60 % des salariées à arrêter de travailler après la naissance de leur premier enfant.

### Inflation
L'économie japonaise a connu une situation de déflation exceptionnelle à partir de la fin des années 1990 (voir l'article La déflation au Japon pour une description plus détaillée). En 2001, la déflation s'élevait à 0,7 %. En juin 2003, l'inflation, selon les chiffres provisoires se situait à -0,4 % en rythme annuel. Début 2006, le Japon semble renouer avec une inflation modérée.
Statistiques du gouvernement[réf. nécessaire] :
- 1986 : 0,6 %
- 1987 : 0,1 %
- 1988 : 0,7 %
- 1989 : 2,3 %
- 1990 : 3,1 %
- 1991 : 3,3 %
- 1992 : 1,6 %
- 1993 : 1,3 %
- 1994 : 0,7 %
- 1995 : -0,1 %
- 1996 : 0,1 %
- 1997 : 1,8 %
- 1998 : 0,6 %
- 1999 : -0,3 %
- 2000 : -0,7 %
- 2001 : -0,7 %
- Décembre 2002 (janvier 2003) : -0,7 %
- 2006 : -0,03 %

### Chômage et Emploi
Le marché du travail au Japon se caractérise par un faible taux de chômage. Proche des 1 % dans les années 1960, le taux de chômage augmente progressivement dans les années 1970 pour atteindre un pic en 1986 et 1987 de 2,8 %. Reparti à la hausse dans les années 1990, il atteint un plus haut historique à 5,4 % en 2002. Passé sous le seuil des 4 % (pour la première fois depuis mars 1998) entre avril et août 2007, il remonte au mois de septembre à 4 %. À la suite de la crise économique de 2008-2010, le taux de chômage a de nouveau dépassé la barre des 5 %, atteignant un taux historique de 5,7 % en juillet 2009. En mai 2010, il était à 5,2 %, soit 3,7 millions de personnes. En mai 2014, le chômage atteint son plus bas niveau depuis seize ans, avec un taux de 3,5 %.
Cette situation de quasi plein emploi — le taux de chômage structurel est estimé à 3,7 % — a été réalisable grâce simultanément au retour de la croissance après le ralentissement économique des années 1990, à la mise en place d’une politique de flexibilité de la législation du travail envers laquelle les entreprises se sont montrées enthousiastes, et à l'augmentation des emplois précaires.
Le code du travail limite le nombre d’heures supplémentaires à quarante-cinq par mois pour les salariés du secteur privé mais ne s’applique pas aux agents d’État. Ces derniers sont également privés du droit de grève mais bénéficient d'un emploi à vie. En 2018, le nombre d’heures supplémentaires (pour beaucoup non rémunérées) qu’ils effectuent atteint en moyenne cent par mois, ce qui provoque souvent une détérioration de leur état de santé. Cette situation est en partie due à la politique de réduction des dépenses publiques qui a conduit à diminuer de 10% le nombre d’agents entre 2004 et 2020.
Selon l'OCDE, 22 % des salariés japonais travaillent plus de cinquante heures par semaine. Les salariés prennent habituellement peu de vacances (dix-huit jours de congés annuels).
En février 2018, le Premier ministre Shinzo Abe réfléchit à faire reculer l'âge maximal de la retraite des fonctionnaires de 70 à 80 ans. Cette mesure, du moins dans un premier temps, ne viserait que les travailleurs volontaires. Beaucoup de personnes âgées ne peuvent cependant pas faire autrement, 19 % d'entre elles vivant sous le seuil de pauvreté, ce qui constitue un record pour un pays industrialisé.
Au cours de l'ère Heisei (1989-2019) les conditions de travail des salariés se sont dégradés. L'éclatement de la bulle spéculative du début des années 1990 a eu pour effet d'accentuer la précarité des emplois. Les travailleurs ont connu une réduction de leur rémunération et des primes pour les heures supplémentaires. La proportion des emplois irréguliers (à durée déterminée et peu rémunérés) est passé de 20 % à 40 % en une trentaine d'années. Cette tendance contribue à expliquer la montée des inégalités de revenus au Japon. Le salaire horaire d'un travailleur irrégulier ne représente en effet qu'environ 60 % de celui d'un travailleur régulier.

### Investissement
Les investissements étrangers au Japon représentent 2,5 % du PIB, contre 27 % en France.

### Entreprises

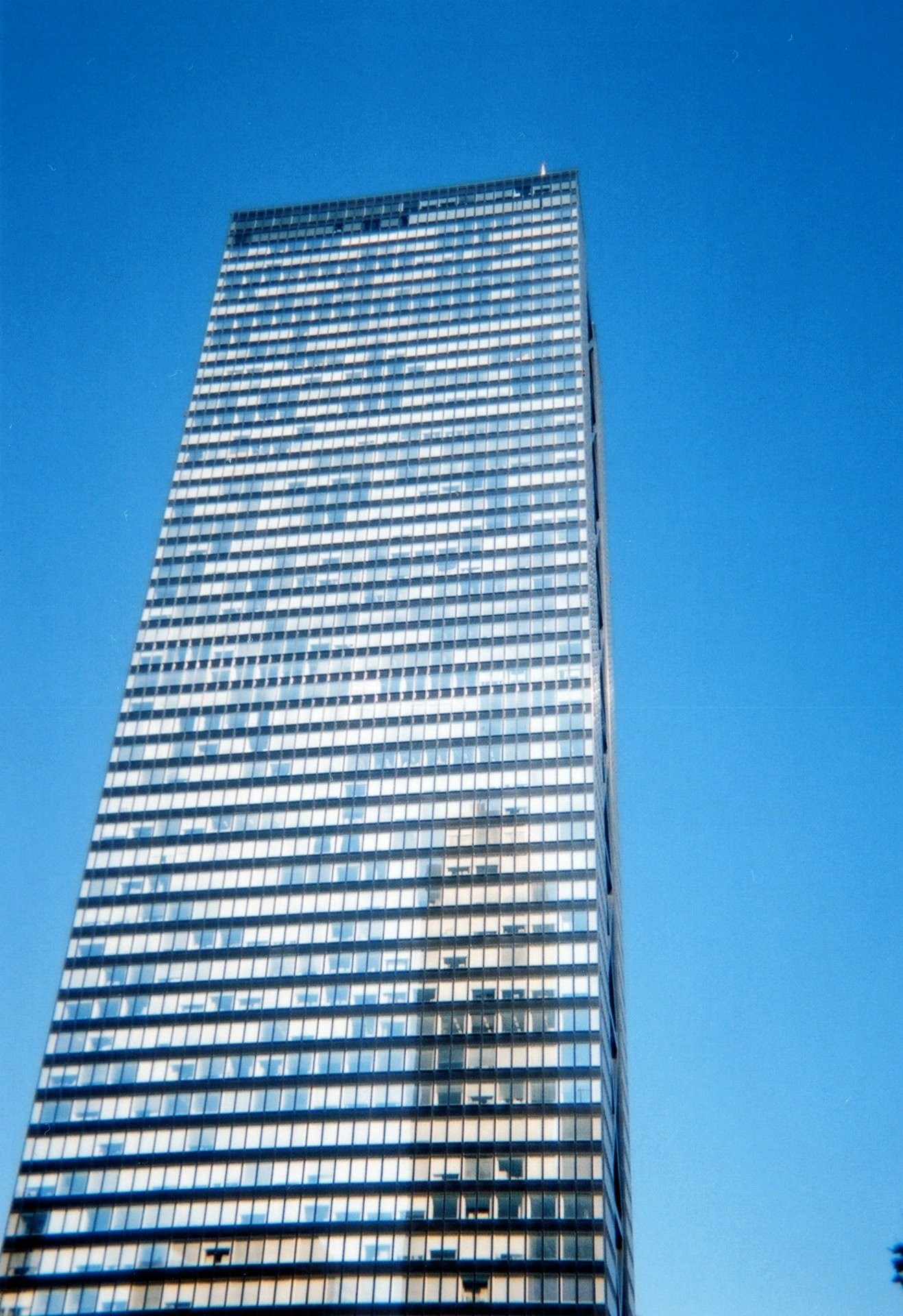
Immeuble Mitsui à Shinjuku, un des principaux quartiers d'affaires de Tokyo. Ce keiretsu constitue la maison mère des entreprises suivantes : Fuji Photo Film, Mitsui Real Estate, Mitsukoshi, Suntory, Toshiba et Toyota.

## Secteurs d'activité
|      | primaire | secondaire | tertiaire |
| ---- | -------- | ---------- | --------- |
| 1910 | 68 %     | 15 %       | 22 %      |
| ...  |          |            |           |
| 1930 | 50 %     | 17 %       | 33 %      |
| ...  |          |            |           |
| 1950 | 48,5 %   | 21,8 %     | 29,6 %    |
| 1955 | 41,1 %   | 23,4 %     | 35,5 %    |
| 1960 | 32,7 %   | 29,1 %     | 38,2 %    |
| 1965 | 24,7 %   | 31,5 %     | 43,7 %    |
| 1970 | 19,3 %   | 34,0 %     | 46,6 %    |
| 1975 | 13,8 %   | 34,1 %     | 51,8 %    |
| 1980 | 10,9 %   | 33,6 %     | 55,4 %    |
| 1985 | 9,3 %    | 33,1 %     | 57,3 %    |
| 1990 | 7,1 %    | 33,3 %     | 59,0 %    |
| 1995 | 6,0 %    | 31,6 %     | 61,8 %    |
| 2000 | 5,1 %    | 29,2 %     | 64,5 %    |
| 2005 | 4,8 %    | 26,1 %     | 67,2 %    |

### Agriculture
En 2018, le Japon a produit 9,7 millions de tonnes de riz (13e producteur mondial), 3,6 millions de tonnes de betteraves à sucre (utilisées pour produire sucre et éthanol), 1,2 million de tonnes de canne à sucre (utilisée pour produire sucre et éthanol), 208 000 tonnes de kaki (4e producteur mondial), 2,7 millions de tonnes de légumes, 3 millions de tonnes de pommes de terre, 1,3 million de tonnes de chou, 1,6 million de tonnes de oignon, 773 000 tonnes de mandarine, 756 000 tonnes de pomme, 764 000 tonnes de blé, 724 000 tonnes de tomate, 612 000 tonnes de carotte, 578 000 tonnes de laitue et chicorée , 550 000 tonnes de concombre, 317 000 tonnes de pastèque, 300 000 tonnes aubergine, 258 000 tonnes de poire, 226 000 tonnes de épinards , 211 000 tonnes de soja, 197 000 tonnes de citrouille, 174 000 tonnes de orge, 174 000 tonnes de raisin, 164 000 tonnes de chou-fleur et brocoli, 164 000 tonnes de igname, 163 000 tonnes de fraise, 143 000 tonnes de melon, 141 000 tonnes de taro, 140 000 tonnes de poivre, 113 000 tonnes de pêche, 112 000 tonnes de abricot, en plus de petites productions d'autres produits agricoles.

### Énergie
Les autorités japonaises sont critiquées par les associations écologistes, notamment en marge de la conférence de 2019 sur les changements climatiques (COP 25), pour leurs très faibles ambitions en matière de réduction d'émissions de gaz à effet de serre au sein même de l'archipel. En outre, le Japon est devenu le plus grand financier des projets de centrales au charbon dans la planète. Les banques japonaises ont représenté, entre 2017 et 2019, 32 % de la totalité des prêts directs accordés dans le monde aux développeurs de centrales au charbon. Les trois mégabanques du pays - Mizuho, Mitsubishi UFJ Financial Group et Sumitomo Mitsui Banking Corporation - prennent les trois premières places du palmarès de ces financements, devant l'américaine Citigroup (4e) et la française BNP Paribas (5e). L'opinion publique reste très peu sensibilisée aux enjeux environnementaux. Les autorités politiques et les élites économiques du pays se refusent à renoncer aux financements de nouvelles centrales au charbon, mettant en avant des arguments géopolitiques ou financiers.